# Ceropegia pachystelma
Ceropegia pachystelma är en oleanderväxtart som beskrevs av Rudolf Schlechter. Ceropegia pachystelma ingår i släktet Ceropegia och familjen oleanderväxter. Inga underarter finns listade i Catalogue of Life.